# Folhas de Outono
Novas Poesias é um livro do escritor e poeta mineiro Bernardo Guimarães publicada em 1883. A obra contempla assuntos e temas diversos.

## Poesias
O livro foi organizado com a coletânea de poesias:
- Ode
- Estrofes
- Poesia
- Hino ao 3º Batalhão de Voluntários
- Flor sem nome
- O vôo angélico
- Poesia
- Dous anjo

“
(…)
O colo nunca vergamos,

Somos livres, somos bravos;

As hordas não temeremos

De verdugos e de escravos.

Ante o estandarte

Libertador

Trema o covarde

Salteador.

(…)
”

— Hino dedicado ao 3º Batalhão de Voluntários que partiu de Ouro Preto para a Guerra do Paraguai.
- Não queiras morre
- A Camões
- Camões
- Décimas
- Estrofes
- Uma lágrima
- Epitalâmio
- Fagundes Varela
- À morte da inocente Maria
- A sereia e o pescador
- No álbum de Bernardo Horta
- Hino à lei de 28 de setembro de 1871
- Hino a Tiradentes
- Saudades do Sertão de Minas
- Saudação ao  Imperador
- Hino a S.M.I. o Sr. D. Pedro II
- À moda
- Hino à Preguiça
- O Ipiranga e o 7 de Setembro